# Юстинуссен, Свайнур
Сва́йнур Ю́стинуссен (фар. Sveinur Justinussen; род. 5 сентября 1995 года в Норагёте, Фарерские острова) — фарерский футболист, нападающий второй команды клуба «Вуйчингур».

## Карьера
Свайнур с ранних лет воспитывался в системе клуба «ГИ» из его родной Норагёты. После слияния «ГИ» и «ЛИФ Лейрвик» в «Вуйчингур» нападающий вошёл в систему объединённого клуба. Часть сезона-2012 он провёл в юношеской команде рунавуйкского «НСИ». 28 апреля того же года состоялся дебют Свайнура за второй состав «Вуйчингура» в матче первого дивизиона против «Б68 II». Суммарно в своём первом сезоне на взрослом уровне нападающий появился на поле в 9 встречах первой лиги.
Свайнур дебютировал за главную команду «Вуйчингура» 15 сентября 2013 года: на 90-й минуте матча фарерской премьер-лиги против клуба «Б36» он заменил Янна Петерсена. 10 марта 2014 года нападающий принял участие в поединке за Суперкубок Фарерских островов со столичным «ХБ», по итогам которого «викинги» выиграли трофей. Он также провёл 2 игры в рамках первенства архипелага. Во второй половине сезона-2014 Свайнур выступал за дублирующий состав «НСИ» на правах аренды. В 2015—2016 годах нападающий играл за вторую и третью команды «викингов» в низших дивизионах.
В 2017 году Свайнур стал игроком тофтирского «Б68». В первом сезоне в новой команде нападающий принял участие в 21 игре первого дивизионе, отметившись 7 забитыми мячами. В 2018 году он забил 11 голов в 26 встречах. Первую половину сезона-2019 Свайнур провёл в аренде во второй команде «ХБ», отличившись 1 раз в 8 матчах. Форвард доигрывал сезон, чередуя выступления за первый и второй составы «Б68», в общей сложности сыграв за них в 14 играх и забив 4 гола. В 2020 году Свайнур вернулся в родной «Вуйчингур» и с тех пор выступает за его вторую команду в первом фарерском дивизионе.

## Достижения
«Вуйчингур»
- Обладатель Суперкубка Фарерских островов (1): 2014

## Личная жизнь
Старший брат Свайнура, Финнур Юстинуссен — тоже футболист. Финнур выступал за национальную сборную Фарерских островов, а на клубном уровне он дважды становился лучшим бомбардиром фарерской премьер-лиги.